# Zdeněk Heydušek
Zdeněk Heydušek (* 9. März 1897 in Lukov u Zlína, Mähren; † 30. Januar 1973 in Prag) war ein tschechischer Tischtennisspieler und -funktionär.

## Karriere
Heydušek begann seine sportliche Laufbahn zusammen mit seinem Bruder Miloš als Turner bei Sokol Luhačovice. Daneben spielten die Brüder auch Fußball, Hockey und Tischtennis. Zdeněk Heydušek führte in Luhačovice weiterhin das Handballspiel ein und trainierte die Mannschaft.
Er gehörte zu den Gründern des organisierten Tischtennissportes in der Tschechoslowakei. Ab 1923 spielte er bei der Tschechischen Sportgemeinschaft und dem YMCA in Prag. 1924 präsentierte er den Sport in einer Schauveranstaltung in einem Prager Studentenwohnheim, die 1925 zur Gründung des Pingpong Club PPC Studentský domov na Albertově v Praze führte. Im selben Jahr veranstaltete der PPC die erste Prager Meisterschaft mit 106 Teilnehmern, als deren Sieger Heydušek hervorging. 1926 nahm er an internationalen Vergleichen mit dem Wiener AC teil.
Von 1926 bis 1939 nahm Heydušek sechsmal an Weltmeisterschaften teil. 1930 holte er mit der Mannschaft Bronze.
Als Meister von Bohemien und Prag war er für die erste WM 1926 spielberechtigt. Hier verlor er im Einzel in der ersten Runde gegen den Engländer Charles Allwright. Im Doppel mit Jaroslav Kautsky kam er durch Freilos in die zweite Runde. Hier unterlagen sie Cyril Mossford/Hedley Penny (Cardiff). Auch im Mixed mit Mrs. Riegrova scheiterte er in Runde eins durch die Niederlage gegen die Engländer Percival Bromfield/Mrs. Bromfield. Später trat er noch bei den Weltmeisterschaften 1930, 1931, 1933, 1936 und 1939 an, oft nur im Einzel- oder nur im Doppelwettbewerb.
Als am 6. Oktober 1945 der tschechoslowakische Tischtennisverband ČsAST gegründet wurde, übernahm Zdeněk Heydušek den Vorsitz. Diesen hatte er bis 1948 inne und schied dann aus dem Amt, weil er den von den Kommunisten angeordneten Zusammenschluss aller Sportverbände ablehnte. 1948 stiftete er den sogenannten Heydušek-Pokal, der seitdem bei jeder Weltmeisterschaft an die Titelgewinner im Mixed überreicht wird. 1949 wurde Heydušek jegliche Tätigkeit als Sportfunktionär untersagt.
1951 musste er seine Funktion als Vizepräsident der ITTF beenden, weil ihm die tschechoslowakischen Behörden die Ausreise verweigerten und ihm so eine weitere Tätigkeit unmöglich machten. Im gleichen Jahr wurde er zum Ehrenmitglied des ITTF ernannt.

## Familie
Zdeněk Heydušeks Vater Antonín Heydušek (1862–1919) war Forstmeister, der ab 1895 beim Grafen Seilern-Aspang in Lukov, ab 1908 beim Grafen Sérenyi angestellt war. Seine Mutter Zdeňka Heydušková, geb. Smetanová (1861–1936) war die erste Tochter des böhmischen Komponisten Bedřich Smetana aus dessen zweiter Ehe mit Bettina Ferdinandová. Die Hochzeit der Eltern fand 1889 statt. 1890 wurde Zdeněks älterer Bruder Miloš geboren, 1894 seine Schwester Daniela. Ab 1908 lebte die Familie in Luhačovice. Zdeněk Heydušek besuchte das Realgymnasium in Uherský Brod und zog 1921 nach Prag, wo er ein Studium an der Technischen Hochschule aufnahm, das er als Bauingenieur abschloss. Seit 1948 war er beruflichen Schikanen ausgesetzt. Er wurde von Prag nach Karlový Vary versetzt, wo er zunächst Kuh- und Kälberställe errichtete. Später arbeitete er in Cheb, wo er 1952 zum Ehrenbürger ernannt wurde. 1955 kehrte Heydušek nach Prag zurück und leitete den Ausbau des Savarinpalais.
Er war seit 1927 verheiratet mit Pavla Svobodová († 1975) und hatte einen Sohn Petr (* 1930). Seine Urne wurde 1974 nach Luhačovice überführt und im Grab von Smetanas zweiter Frau Bettina Ferdinandová beigesetzt.

## Turnierergebnisse
| Verband | Veranstaltung     | Jahr | Ort      | Land | Einzel       | Doppel       | Mixed        | Team |
| ------- | ----------------- | ---- | -------- | ---- | ------------ | ------------ | ------------ | ---- |
| TCH     | Weltmeisterschaft | 1939 | Kairo    | EGY  | keine Teiln. | letzte 16    | keine Teiln. |      |
| TCH     | Weltmeisterschaft | 1936 | Prag     | TCH  | keine Teiln. | letzte 32    | keine Teiln. |      |
| TCH     | Weltmeisterschaft | 1933 | Baden    | AUT  | letzte 64    | keine Teiln. | keine Teiln. |      |
| TCH     | Weltmeisterschaft | 1931 | Budapest | HUN  | Qual         | keine Teiln. | keine Teiln. |      |
| TCH     | Weltmeisterschaft | 1930 | Berlin   | FRG  | letzte 64    | Qual         | keine Teiln. | 3    |
| TCH     | Weltmeisterschaft | 1926 | London   | ENG  | letzte 64    | letzte 16    | Scratched    | 6    |